# Méholle
La Méholle est une rivière française qui coule dans le département de la Meuse. C'est un affluent de la Meuse en rive gauche. 
La vallée de la Méholle est presque entièrement occupée par le canal de la Marne au Rhin qui y débouche, en provenance de la vallée de l'Ornain, par le tunnel de Mauvages.

## Géographie
La Méholle naît dans la partie méridionale du département de la Meuse sur le territoire de la commune de Mauvages, située dans les bois et forêts qui couvrent une bonne partie de la région à l'est de Bar-le-Duc. Son cours s'oriente dès le départ vers le nord-est, direction générale que la rivière maintient tout au long de son parcours. Ce dernier se déroule entièrement dans le département de la Meuse. La rivière baigne successivement les localités de Mauvages, Villeroy-sur-Méholle, Sauvoy et Void-Vacon. Elle conflue avec la Meuse sur le territoire de cette dernière commune, à une quinzaine de kilomètres en amont de Commercy.

## Hydronymie
Le nom primitif de la rivière est attesté sous les formes super fluvium Vidum en 627 ; Vidus en 884 ; rivulus Vidus en 922 ; Vidus fluvius, Vedus en 1707.
Le nom de Vidus a été conservé par la population ancienne ; celui de Méholle ( Modolla ) aurait été donné à la rivière par les envahisseurs germaniques.
Méholle est attesté sous la forme Mohola en 1011.

Un nom dont les deux premières syllabes renferment un hiatus, provenant de la chute d'une consonne, laquelle devait être un d : Modolla serait un diminutif de l'allemand Moder, « la bourbeuse ».

## Hydrologie
La Méholle est une rivière petite, mais fort abondante. Le module de la rivière au confluent de la Meuse vaut 1,77 m3/s pour un petit bassin versant de seulement 108,3 km2. La lame d'eau écoulée dans le bassin est de 515 millimètres, ce qui est élevé, supérieur non seulement à celle de la moyenne de la France tous bassins confondus (320 millimètres), mais aussi comparé à l'ensemble du bassin de la Meuse en France. En effet, la lame d'eau de la Meuse à Chooz, près de sa sortie du territoire français s'élève à 450 millimètres. Le débit spécifique ou Qsp de la Méholle se monte dès lors à 16,33 litres par seconde et par kilomètre carré. 

## Qualité de l'eau
En 2006, l'Agence de l'Eau Rhin-Meuse attribuait à l'eau de la Méholle, analysée au niveau de Vacon, la qualité de "très bonne", à l'instar des deux années précédentes (catégorie 1A) . D'une manière générale la qualité de l'eau s'est largement améliorée durant la décennie 1997-2006. À noter que le taux de saturation en oxygène atteignait le chiffre de 92 % en 2006, correspondant à 9,6 milligrammes par litre.
Du point de vue de la pêche, la rivière est classée cours d'eau de première catégorie.

## Curiosités - Tourisme

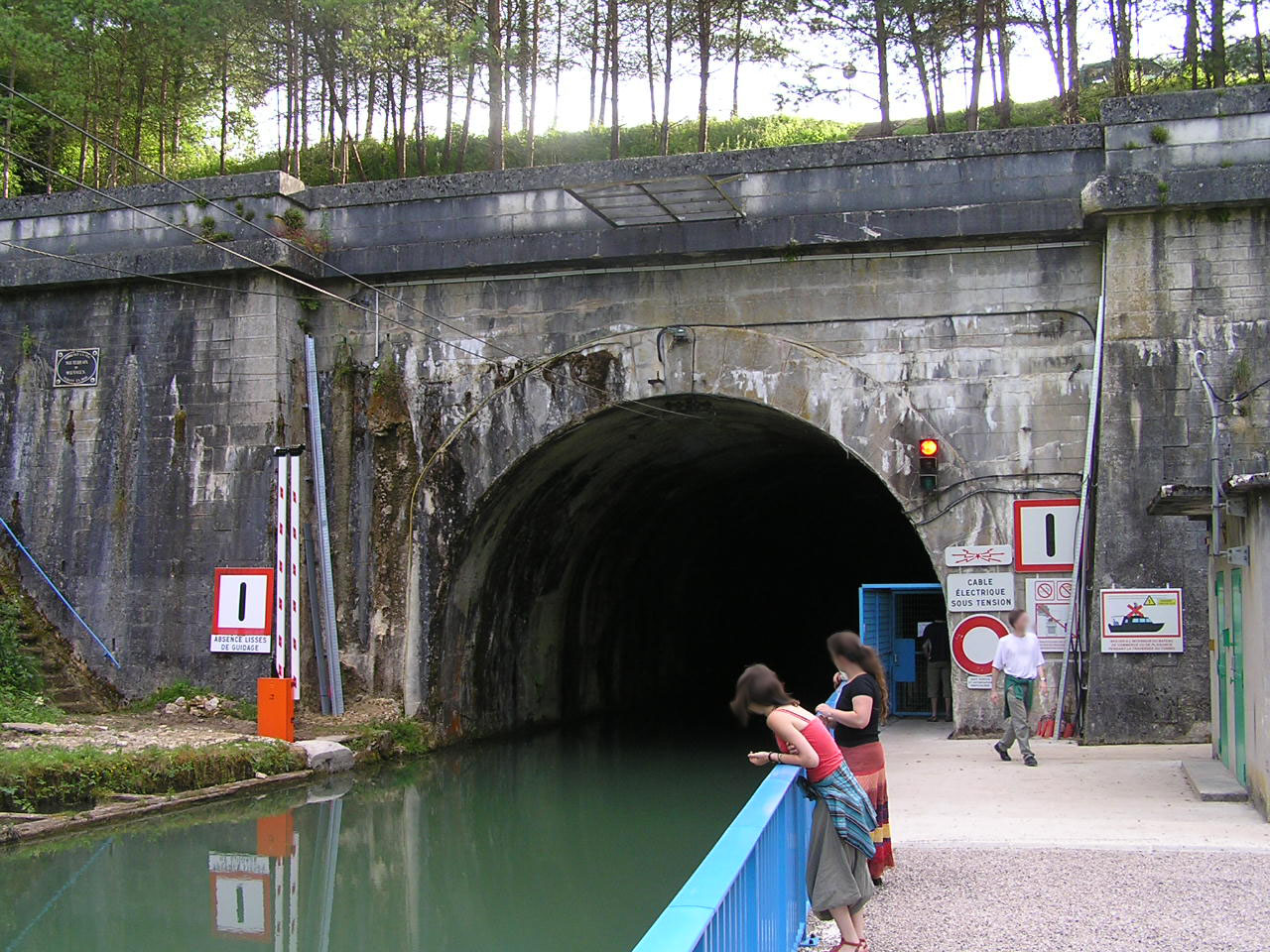
L'entrée du tunnel canal à Mauvages

- Le tunnel de Mauvages sur le canal de la Marne au Rhin.

## Le Vidus
Le Vidus est formé de la réunion de la Méholle et du ruisseau de Vacon[réf. nécessaire].